# 전주선화학교
전주선화학교는 전북특별자치도 전주시 완산구 효자동에 있는 공립 특수학교이다. 지적장애 학생을 위한 특수교육기관으로 유치부, 초등부, 중학부, 고등부, 전공과를 두고 있다.

## 연혁
- 1975년 4월 10일 : 개교